# Кайтанівка (Житомирський район)
Кайта́нівка — село в Україні, у Радомишльській міській територіальній громаді Житомирського району Житомирської області. Населення становить 82 особи (2001).

## Історія
16 травня 2017 року включене до складу новоутвореної Радомишльської міської територіальної громади Радомишльського району Житомирської області. Від 19 липня 2020 року, разом з громадою, в складі новоствореного Житомирського району Житомирської області.